# Jean Baptiste Smits
Jean Baptiste Smits (Antwerpen, 10 april 1792 – Aarlen, 3 mei 1857) was een Belgisch bestuurder en politicus. 

## Levensloop
Smits was een zoon van Henri-Joseph Smits en van Isabelle Verrept. Hij trouwde achtereenvolgens met Jeanne Sneyers en Isabelle Sneyers. Van zijn eerste vrouw had hij vier zoons. Een van zijn zonen, Eugène Smits (1826-1912), werd kunstschilder.
Hij begon zijn carrière als klerk bij de rechtbank van koophandel (1806-1808). Hij was vervolgens:
- bureauchef bij de prefectuur van de Twee Nethen (1808-1814);
- chef van het 2de Bureau van de Onderintendentie (1814);
- afdelingshoofd bij het stadsbestuur van Antwerpen (1814-1830);
- secretaris van de Regentieraad (oktober 1830 - februari 1831);
- Belgisch afgevaardigde op de Conferentie van Londen (1832);
- directeur Handel en Industrie bij het ministerie van Binnenlandse zaken (1832-1839); hij onderhandelde verschillende buitenlandse (handels)verdragen voor België en was al in 1833 een sterk voorstander van de aanleg van spoorwegen in het land. Hij pleitte tegen prohibitieve douanerechten en werd om zijn deskundigheid in 1839 aangesteld tot:
- directeur van de Nationale Bank tijdens de financiële crisis die toen heerste (1839-1841).
- gouverneur van de provincie Luxemburg (1843 tot aan zijn dood).

Daarnaast doorliep hij ook een politieke carrière.
- In 1833 werd hij verkozen tot unionistisch volksvertegenwoordiger voor het arrondissement Antwerpen en vervulde dit mandaat tot in 1845.
- Van augustus 1841 tot april 1843 was hij minister van Financiën, de eerste Antwerpse minister sinds het ontstaan van België. Hij zorgde voor een sanering van de openbare financies door de inkomsten te verhogen.

## Publicaties
- Lettre à un représentant sur la partie commerciale et maritime du nouveau projet de traité proposé à la Conférence de Londres par le cabinet de La Haye, Antwerpen, 1832.